# Mistrzostwa Świata w Boksie Kobiet 2019
Mistrzostwa Świata w Boksie Kobiet 2019 – 11. edycja mistrzostw świata kobiet rozegrane w dniach 3–13 października w Ułan Ude. W zawodach wzięły udział 224 zawodniczki z 57 reprezentacji narodowych.

## Terminarz
W tabeli podana jest liczba walk z podziałem na kategorie i dni.
     Eliminacje
     Ćwierćfinały
     Półfinały
     Finał
| Konkurencja                  | 3.10 | 4.10 | 5.10 | 6.10 | 7.10 | 8.10 | 9.10 | 10.10 | 11.10 | 12.10 | 13.10 | Razem |
| ---------------------------- | ---- | ---- | ---- | ---- | ---- | ---- | ---- | ----- | ----- | ----- | ----- | ----- |
| Waga lekkomusza (45–48 kg)   | 4    |      |      |      | 8    |      |      | 4     |       | 2     | 1     | 19    |
| Waga musza (51 kg)           | 13   |      |      |      |      | 8    |      | 4     |       | 2     | 1     | 28    |
| Waga kogucia (54 kg)         |      | 6    |      |      |      |      | 8    | 4     |       | 2     | 1     | 21    |
| Waga piórkowa (57 kg)        | 4    |      | 16   |      |      | 8    |      | 4     |       | 2     | 1     | 35    |
| Waga lekka (60 kg)           |      | 3    |      | 16   |      |      | 8    | 4     |       | 2     | 1     | 34    |
| Waga lekkopółśrednia (64 kg) |      |      |      |      | 7    |      |      | 4     |       | 2     | 1     | 14    |
| Waga półśrednia (69 kg)      |      | 10   |      |      |      |      | 8    | 4     |       | 2     | 1     | 25    |
| Waga średnia (75 kg)         |      |      | 8    |      |      | 8    |      | 4     |       | 2     | 1     | 23    |
| Waga półciężka (81 kg)       |      |      |      | 2    |      |      |      | 4     |       | 2     | 1     | 9     |
| Waga ciężka (+81 kg)         |      |      |      |      |      |      |      | 3     |       | 2     | 1     | 6     |
| Razem                        | 21   | 19   | 24   | 18   | 15   | 24   | 24   | 39    | –     | 20    | 10    | 214   |

## Uczestniczki
W mistrzostwach wzięło udział 224 zawodniczek z 57 reprezentacji.

- Albania (1)
- Algieria (6)
- Anglia (5)
- Argentyna (3)
- Armenia (3)
- Australia (9)
- Barbados (1)
- Białoruś (6)
- Botswana (3)
- Brazylia (3)
- Bułgaria (4)
- Burundi (1)
- Chiny (8)
- Chińskie Tajpej (6)
- Czechy (1)
- Demokratyczna Republika Konga (4)
- Ekwador (2)
- Filipiny (3)
- Finlandia (2)
- Francja (5)
- Holandia (2)
- Honduras (1)
- Indie (10)
- Indonezja (3)
- Irlandia (4)
- Japonia (5)
- Kanada (4)
- Kazachstan (10)
- Kolumbia (4)
- Korea Północna (3)
- Litwa (2)
- Łotwa (1)
- Mali (1)
- Maroko (5)
- Mikronezja (1)
- Mołdawia (1)
- Mongolia (7)
- Niemcy (8)
- Panama (2)
- Polska (5)
- Rosja (10)
- Salwador (1)
- Serbia (1)
- Stany Zjednoczone (10)
- Szkocja (1)
- Szwajcaria (2)
- Szwecja (2)
- Tadżykistan (4)
- Tajlandia (5)
- Trynidad i Tobago (1)
- Turcja (6)
- Ukraina (1)
- Uzbekistan (9)
- Walia (2)
- Wenezuela (2)
- Wietnam (3)
- Włochy (9)

## Medalistki
Medalistki mistrzostw według kategorii wagowej.
| Konkurencja                  | Złoto                    | Srebro               | Brąz                |        |
| Waga lekkomusza (45–48 kg)   | Jekatierina Palcewa      | Manju Rani           | Demie-Jade Resztan  | [ 5 ]  |
| Waga lekkomusza (45–48 kg)   | Jekatierina Palcewa      | Manju Rani           | Chuthamat Raksat    | [ 5 ]  |
| Waga musza (51 kg)           | Lilija Ajetbajewa        | Buse Naz Çakıroğlu   | Pang Chol-mi        | [ 6 ]  |
| Waga musza (51 kg)           | Lilija Ajetbajewa        | Buse Naz Çakıroğlu   | Mary Kom            | [ 6 ]  |
| Waga kogucia (54 kg)         | Huang Hsiao-wen          | Caroline Cruveillier | Jamuna Boro         | [ 7 ]  |
| Waga kogucia (54 kg)         | Huang Hsiao-wen          | Caroline Cruveillier | Mikiah Kreps        | [ 7 ]  |
| Waga piórkowa (57 kg)        | Nesthy Petecio           | Ludmiła Woroncowa    | Karriss Artingstall | [ 8 ]  |
| Waga piórkowa (57 kg)        | Nesthy Petecio           | Ludmiła Woroncowa    | Lin Yu-ting         | [ 8 ]  |
| Waga lekka (60 kg)           | Beatriz Ferreira         | Wang Cong            | Rashida Ellis       | [ 9 ]  |
| Waga lekka (60 kg)           | Beatriz Ferreira         | Wang Cong            | Mira Potkonen       | [ 9 ]  |
| Waga lekkopółśrednia (64 kg) | Dou Dan                  | Angela Carini        | Jekatierina Dynnik  | [ 10 ] |
| Waga lekkopółśrednia (64 kg) | Dou Dan                  | Angela Carini        | Miłana Safronowa    | [ 10 ] |
| Waga półśrednia (69 kg)      | Busenaz Sürmeneli        | Yang Liu             | Saadat Dałgatowa    | [ 11 ] |
| Waga półśrednia (69 kg)      | Busenaz Sürmeneli        | Yang Liu             | Lovlina Borgohain   | [ 11 ] |
| Waga średnia (75 kg)         | Lauren Price             | Nouchka Fontijn      | Chadidża El-Mardi   | [ 12 ] |
| Waga średnia (75 kg)         | Lauren Price             | Nouchka Fontijn      | Tammara Thibeault   | [ 12 ] |
| Waga półciężka (81 kg)       | Ziemfira Magomiedalijewa | Elif Güneri          | Wang Lina           | [ 13 ] |
| Waga półciężka (81 kg)       | Ziemfira Magomiedalijewa | Elif Güneri          | Nguyễn Thị Hương    | [ 13 ] |
| Waga ciężka (+81 kg)         | Danielle Perkins         | Yang Xiaoli          | Kaciaryna Kawaliowa | [ 14 ] |
| Waga ciężka (+81 kg)         | Danielle Perkins         | Yang Xiaoli          | Dina Isłambiekowa   | [ 14 ] |

## Klasyfikacja medalowa
| Pozycja | Reprezentacja     | Złoto | Srebro | Brąz | Razem |
| ------- | ----------------- | ----- | ------ | ---- | ----- |
| 1.      | Rosja             | 3     | 1      | 2    | 6     |
| 2.      | Chiny             | 1     | 3      | 1    | 5     |
| 3.      | Turcja            | 1     | 2      | 0    | 3     |
| 4.      | Stany Zjednoczone | 1     | 0      | 2    | 3     |
| 5.      | Chińskie Tajpej   | 1     | 0      | 1    | 2     |
| 6.      | Brazylia          | 1     | 0      | 0    | 1     |
| 6.      | Filipiny          | 1     | 0      | 0    | 1     |
| 6.      | Walia             | 1     | 0      | 0    | 1     |
| 9.      | Indie             | 0     | 1      | 3    | 4     |
| 10.     | Francja           | 0     | 1      | 0    | 1     |
| 10.     | Holandia          | 0     | 1      | 0    | 1     |
| 10.     | Włochy            | 0     | 1      | 0    | 1     |
| 13.     | Anglia            | 0     | 0      | 2    | 2     |
| 13.     | Kazachstan        | 0     | 0      | 2    | 2     |
| 15.     | Białoruś          | 0     | 0      | 1    | 1     |
| 15.     | Finlandia         | 0     | 0      | 1    | 1     |
| 15.     | Kanada            | 0     | 0      | 1    | 1     |
| 15.     | Korea Północna    | 0     | 0      | 1    | 1     |
| 15.     | Maroko            | 0     | 0      | 1    | 1     |
| 15.     | Tajlandia         | 0     | 0      | 1    | 1     |
| 15.     | Wietnam           | 0     | 0      | 1    | 1     |
| Razem   | Razem             | 10    | 10     | 20   | 40    |

## Występy reprezentantek Polski
W zawodach wystąpiło pięcioro reprezentantek Polski.
Debiutująca w mistrzostwach świata Natalia Rok w odpadła po pierwszej walce w 1/16 finału, przegrywając z Wietnamką Nguyễn Thị Tâm 1:4. Awans do 1/8 finału uzyskały natomiast Kinga Szlachcic i Aneta Rygielska, które pokonały jednogłośnie na punkty odpowiednio Algierkę Khelif Hadjila i Białorusinkę Ałłę Jarszewicz.
Na 1/8 finału zawody zakończyły Kinga Szlachcic i Elżbieta Wójcik. Pierwsza z nich przegrała na punkty 0:5 z Lin Yu-ting reprezentującą Chińskie Tajpej, zaś druga – doznała kontuzji kolana w końcówce pierwszej połowy i nie dokończyła walki z Litwinką Ivetą Lešinskytė. Następnego dnia do tego grona dołączyła Aneta Rygielska, która uległa Irlandce Amy Broadhurst 0:5. Jako jedyna do ćwierćfinału awansowała Karolina Koszewska, pokonując w 1/8 finału Shakhnozę Yunusovą z Uzbekistanu.
W ćwierćfinale, jedyna Polka, Karolina Koszewska przegrała z Lovliną Borgohain z Indii 1:4.
| Zawodniczka        | Konkurencja             | 1/32 finału | 1/16 finału           | 1/8 finału               | Ćwierćfinał             | Półfinał | Finał |
| ------------------ | ----------------------- | ----------- | --------------------- | ------------------------ | ----------------------- | -------- | ----- |
| Natalia Rok        | Waga musza (51 kg)      | —           | Nguyễn Thị Tâm P 1:4  | NQ                       | NQ                      | NQ       | NQ    |
| Kinga Szlachcic    | Waga piórkowa (57 kg)   | Wolny los   | Khelif Hadjila W 5:0  | Lin Yu-ting P 0:5        | NQ                      | NQ       | NQ    |
| Aneta Rygielska    | Waga lekka (60 kg)      | Wolny los   | Ałła Jarszewicz W 5:0 | Amy Broadhurst P 0:5     | NQ                      | NQ       | NQ    |
| Karolina Koszewska | Waga półśrednia (69 kg) | —           | Wolny los             | Shakhnoza Yunusova W 5:0 | Lovlina Borgohain P 1:4 | NQ       | NQ    |
| Elżbieta Wójcik    | Waga średnia (75 kg)    | —           | Wolny los             | Iveta Lešinskytė P DNF   | NQ                      | NQ       | NQ    |